# Ярославна, королева Франції
«Ярославна, королева Франції» (рос. «Ярославна, королева Франции») — російський радянський історичний художній фільм кінорежисера Ігоря Масленникова, знятий у 1978 році.

## Сюжет
Особливість кінострічки в тому, що глядач не побачить саме королеву Франції, декларовану в назві. Він побачить тільки доньку київського князя Ярослава, яку засватав король франків та її довгий і небезпечний шлях у далеку країну, де їй судилося далі жити, бути дружиною короля, стати своєю в чужій для неї батьківщині, народити тамтешнього спадкоємця престолу.
Сценарій створено за історичним романом рос. «Анна Ярославна — королева Франции» російського письменника Ладинського Антоніна Петровича (1896—1961). Широкому загалу і тоді, і тепер події з донькою київського князя в далекому 11 столітті відомі погано. Антонін Ладинський був російським емігрантом у Франції, автором віршів, перекладів з французької, декількох історичних романів. Він лише у 1955 році повернувся до СРСР. Фактично його роману, надрукованому в СРСР 1973 року, пощастило стати сценарієм фільму в добу брежневізму, стати сторінкою культури, далекої від комуністичної ідеології і комуністичної пропаганди.
Кінострічка і була спробою художнього відтворення давніх подій, фактично ще одним історичним міфом. Кінорежисер переносив глядачів то у княжий палац-терем, в дівочі покої, то у польський замок, то у величний київський храм, де палкий чернець молить всемогутнього Бога убити, убити його гріховне почуття до князівської доньки. Завдяки талантам акторів, умовні характери наповнились розмаїттям людських бажань, реальних чи фантазійних прагнень, розбитих надій, нових пристрастей. Все це на тлі — брудних політичних подій, розрахунків, жадоби і шпигунства, прагнень зашкодити намірам супротивника, адже «політика божественної Візантії — справа кожного її підлеглого». Заради служіння брудній політиці візантійський митрополит в Києві Феопемпт порушить таїну сповіді ченця Даніїла, а підступний Халцедоний, візантієць в Києві, зробить чимало кривди невеличкому каравану франків, що везуть через усю Європу — нову дружину королю. Від головного завдання каравану — подорожніх відволікають їх пристрасті, зміни прихильності, військові сутички, зради, хвороби і смерті. Веселе київське дівчисько пройде не один, а два важких шляхи — географічно довгий шлях до Франції і болючий шлях власного дорослішання — після зіткнень з чужинською культурою (металева механічна лялька в польському замку, захист власних святих Бориса й Гліба, не визнаних католиками), після зіткнень з чужим коханням (спокуси ченця втекти з нею в Царград, кохання до лицаря і бажання служниці Янки пов'язати власну долю тільки з ним), після полону, звільнення. І, нарешті, далекий вершник на білому коні, як ознака закінчення важкого і небезпечного шляху до Франції. Туди прибуло вже не колишнє дівчисько, а змужніла, загартована страшними подіями особа, здатна і долати перешкоди, підтримати чоловіка і стати у керма влади, як то буде в її історичній долі.

## Саундтрек
У стрічці прозвучали наступні пісні:
Спелым зерном утолится жажда уставших коней,
Нищий вкусит благодати, незрячий сподобится света.
Жажде моей утоления нет, нет благодати, нет одоленья…
Убей, убей, убей во мне !
Только скажи, почему ты оставляешь меня,
Чистую душу любить — разве грешно и постыдно ?
Господь, вразуми !
Страшно рабу твоему, страшно, темно и обидно: Да сбудется воля твоя.
А сводки рабочего дня ! "

## Знімальна група
- Режисер-постановник: Ігор Масленников
- Оператор-постановник: Валерій Федосов
- Композитор: Володимир Дашкевич
- Сценарист: Володимир Валуцький
- Художник: Євген Гуков
- Художник по костюмах: Наталія Васильєва
- Звукооператори: Ася Звєрева, Борис Андрєєв
- Тексти пісень: Юлій Кім
- Пісни виконали Олена Камбурова, Валерій Золотухін, Михайло Боярський

## Актори
- Олена Корєнєва — Анна Ярославна, донька київського князя Ярослава
- Микола Караченцов — Злат
- Кирило Лавров — Ярослав Мудрий, київський князь
- Сергій Мартінсон — франкський єпископ Роже
- Армен Джигарханян — грецький (візантійський) митрополит в Києві Феопемпт
- Ігор Дмитрієв — Халцедоній, візантієць в Києві
- Віктор Євграфов — Даніїл, освічений чернець-книжник, вчитель доньки київського князя, що без взаємності кохає Анну
- Володимир Ізотов — Ромуальд
- Василь Ліванов — Бенедиктус, голова охорони франкського єпископа Роже
- Олександр Суснін — Рагнвальд
- Веслав Голас[pl] — польський король Казимир I
- Божена Дикель[pl] — польська королева Марія Добронега, старша сестра Анни
- Ханна Микуць[pl] — служниця Янка
- Ришард Яниковський[pl] — француз
- Марек Довмунт — чорный лицар, що живе грабежем подорожніх